# 仕損品
仕損品（しそんじひん、しそんひん）とは、一般的に、仕損じた（加工などに失敗した）物品そのものを指す。例えば、陶器を作っていたが、窯焼きの時点で割れてしまったとなるとこれが仕損品である。これには製品としての価値はもはや見出すことはできないが、原材料としての価値を持つことがある。この価値のことを仕損品評価額と呼ぶ。

## 会計処理
会計上、仕損じた場合には個別原価計算と総合原価計算で扱いが異なり、さらに補修で対応できるか、新たに代品を製造するかなどでも異なるが、代品を製造する場合の一例としては、仕損品の製造原価を全額仕損費として製造原価から振り替える。ただし、仕損品にスクラップとしての評価額（売却価値）が存在すれば、その金額だけ資産として計上し、仕損費の計上を抑制する。たとえば、以下のようになる。
例：製造原価300,000円が集計されているA製品のすべてを仕損じた。なお、当該仕損品の評価額は50,000円であると見積もられた。
| 借方科目       | 借方金額 | 貸方科目       | 貸方金額 |
| -------------- | -------- | -------------- | -------- |
| 仕損費（費用） | 250,000  | 仕掛品（資産） | 300,000  |
| 仕損品（資産） | 50,000   |                |          |

なお、仕損品は貸借対照表上、貯蔵品に含めて表示される。